# Jiří Baum
Jiří Baum (20. září 1900 Královské Vinohrady – leden 1944? koncentrační tábor ve Varšavě) byl český zoolog, cestovatel a spisovatel.

## Život
Narodil se na Královských Vinohradech u Prahy. Vyrůstal v době, kdy velké technické, sociální a ekonomické proměny dvacátého století přetvářely svět jako nikdy předtím. Tato výjimečná doba již umožňovala využívat řadu technologických prostředků a přitom stále cestovat krajinami málo dotčenými lidskou civilizací.

### Studium
J. Baum se již od dětství velmi zajímal o přírodu a cestování. Na přání rodičů vystudoval obchodní akademii, ale jediné, co ve skutečnosti ze získaných znalostí využil, bylo psaní na stroji a stenografie. Pokračoval ve studiu na přírodovědecké fakultě Univerzity Karlovy, kde také získal v roce 1928 doktorát.

### Cesty
Ještě před koncem studia již ale J. Baum začal cestovat. Po prvních nesmělých výpravách do Německa a jinam vyrazil v roce 1921 na svoji první velkou cestu do USA. Jel s přítelem Viktorem Mayerem. Cestovali společně na jedno stipendium – žádali o něj oba, ale byli dohodnutí, že když ho dostane jen jeden, rozdělí se. Nejdříve zkusili jet na kole, ale ukázalo se, že jít pěšky a stopovat bylo účelnější. Ke konci si dokonce vydělali na starou Fordku, ale bylo s ní spíš trápení. Přesto je charakteristické, že již na této první velké cestě J. Baum použil auto, alespoň jako nesmělý první pokus. A samozřejmě přivezl řadu zajímavých fotografií.
V. Mayer odjel z USA do Jižní Ameriky a J. Baum se vrátil domů. O rok později odjel J. Baum (se svou sestrou Anny) za Viktorem do Brazílie, tam nějakou dobu cestovali a pokoušeli se farmařit. Podnik neskončil úspěchem, možná proto, že v uvedené oblasti právě propukla jedna z místních revolucí, kterými byla Brazílie v té době proslulá. J. Baum a Anny se vrátili do Prahy a J. Baum pokračoval ve studiích. Specializoval se na arachnologii.
V té době podnikl svoji první cestu do Afriky, společně s botanikem A. Pilátem navštívili západní Afriku. Podnikli řadu sběratelských výprav do vnitrozemí, ale cesta pro J. Bauma nedopadla dobře – dostal malárii a nějakou dobu se musel léčit.
V roce 1928 podnikl J. Baum cestu do tehdejšího Britského Malajska (dnešní západní Malajsie) a dalších okolních zemí. Zúčastnil se při tom ornitologického kongresu na Jávě. Je pro něj charakteristické, že se při přípravách na cestu naučil malajsky. Později z malajštiny i překládal.
V následujícím období se J. Baum opět zaměřil na Afriku. Nejdříve v roce 1930 navštívil společně se zoology Národního muzea J. Mařanem, J. Obenbergerem, K. Táborským a J. Staňkem Tunis a Alžírsko. Spolupráce J. Bauma s Národním muzeem tím nabývala formu, která určovala vědeckou část všech dalších cest. J. Baum sice nebyl placeným zaměstnancem Muzea, ale trvale s ním spolupracoval a sbíral pro něj na svých cestách materiál. Velmi často se přímo zaměřoval na skupiny, o které měli zoologové Národního muzea zájem.

#### Napříč Afrikou

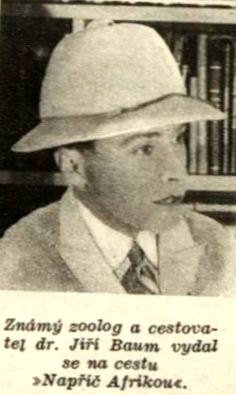
Jiří Baum v době africké cesty, 1931

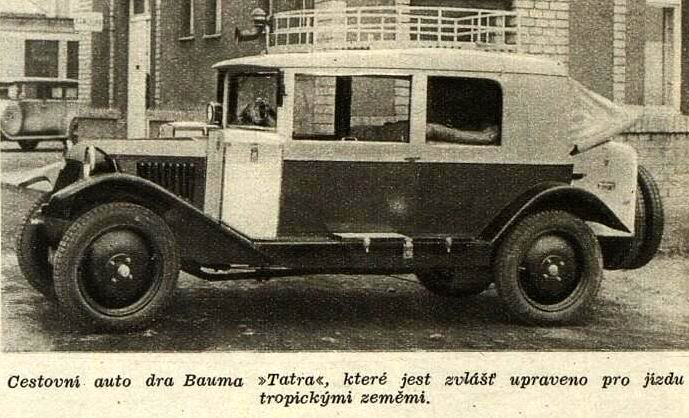
Tatra 12 v úpravě pro africkou cestu, 1931

V roce 1931 vyrazil J. Baum opět do Afriky, na jednu ze svých nejnáročnějších cest. Spojil se se sochařem F. V. Foitem a vydali se Tatrou napříč Afrikou ze severu na jih. Jeli z Alexandrie, přes Káhiru a podél Nilu přes Egypt, Súdán, Chartúm, Stanleyville (dnes Kisangani) v tehdejším Belgickém Kongu a dále přes Albertovo jezero do Ugandy a Nairobi v Keni. Zde se J. Baum a F. V. Foit pokusili o výstup na Kilimandžáro, přičemž se dostali až do výšky 5500 m n. m. Tanganikou pak pokračovali do bývalé Severní Rhodesie k Viktoriiným vodopádům a nakonec dojeli do Kapského Města v tehdejší Jihoafrické Unii.
Na této cestě měl J. Baum poprvé možnost poznat vynikající kvality malých tatřiček. Jeli vozem Tatra 12, jen mírně upraveným (zesílené odpružení); další úpravy byly provedeny na karosérii a interiéru s ohledem na účel cesty. Většina cesty byla po nezpevněných chatrných silnicích, někde po skoro nesjízdných stezkách. Vůz byl přitom velmi přetížen – krom cestovní výbavy vezl velmi často i početné sochařské studie mistra Foita. Stávalo se, že museli při přejezdu hor dlouhé kilometry couvat, protože vůz kopec nevyjel ani na jedničku, kdežto zpátečka měla ještě větší převod. Za celou cestu ale auto nemělo ani jednu poruchu. Jednalo se o první přejezd Afriky autem s motorem chlazeným vzduchem.
Na J. Bauma udělal spolehlivý vzduchem chlazený vůz dojem, bylo to přesně to, co cestovatel do odlehlých krajin potřeboval. Na všechny další cesty už vyjížděl jen s tatrou.

#### Okolo zeměkoule
Od roku 1933 cestoval J. Baum s manželkou Růženou Fikejzlovou–Baumovou (1900–1975). Seznámili se ve španělském klubu a asi nebyla náhoda, že na první společnou cestu jeli do Španělska. Následovaly pobaltské státy a Skandinávie – na obě cesty jeli vozem Tatra 54.
Mezitím se ale už rýsovaly plány na cestu kolem světa, tentokrát s vozem, který by si měl poradit i s velmi obtížným terénem. Továrna vyvinula pro armádu šestikolový vůz Tatra 72, který měl obě zadní nápravy hnané. Karosárna Uhlík na podvozku vybudovala úhledné obytné auto, dokonce s malou kuchyňkou vzadu. Ta se dala zcela zatemnit, aby šla používat jako temná komora. Vzniklo ideální auto pro cestovatele-zoologa.
Někdy v tu dobu také doplnil J. Baum svoji fotografickou výbavu dvouokou zrcadlovkou Rolleiflex. Konečně měl v ruce fotoaparát, který byl spolehlivě schopen dělat naprosto perfektní snímky.
Cesta okolo zeměkoule v roce 1935 vedla nejprve Austrálií, z Perthu na západním pobřeží přes pustiny Nullarboru do Adelaide, Melbourne, Canberry, Sydney a Brisbane. Navíc se ještě udělaly nějaké menší cesty, jak v západní Austrálii vozem, tak v Queenslandu vlakem.
Dnes je cesta z Perthu do Adelaide spíš monotónní a únavná než obtížná. V třicátých letech existovala ve většině střední části jen neudržovaná stezka a jízda byla i mezi Australany pokládána za dost velké dobrodružství. Tam, kde stezka sjížděla Madurským průsmykem z náhorní planiny do nížiny, chyběla vůbec a jelo se vyschlým korytem potoka. Tatra se ale opět osvědčila a cestovatelé projeli skoro bez obtíží.
Baumovi se rovněž snažili propagovat Československo. J. Baum měl přednášky o Československu v rozhlase, ale i na řadě dalších míst. Kvůli těmto přednáškám s sebou vezl dvě krabice těžkých skleněných diapozitivů 85x85 mm, na kterých byly záběry z Československa.
Z Austrálie pokračovali Baumovi přes Filipíny do Japonska a pak do USA. I tyto úseky byly zajímavé a opět přinesly pro Národní muzeum další cenné materiály.

#### Afrika naposledy
Na poslední cestu do zahraničí odjížděli v roce 1938, už ve stínu hrozivé politické situace. Když projížděli Rakouskem, vítaly je všude nacistické vlajky. Šťastná doba, příznivá cestování, končila. Přesto ještě stačili navštívit s nákladní lodí, na které se plavili, řadu míst ve východní Africe a pak navštívili se svou obytnou Tatrou národní parky a další zajímavá místa v jižní a jihovýchodní Africe.

Jiří Baum při práci
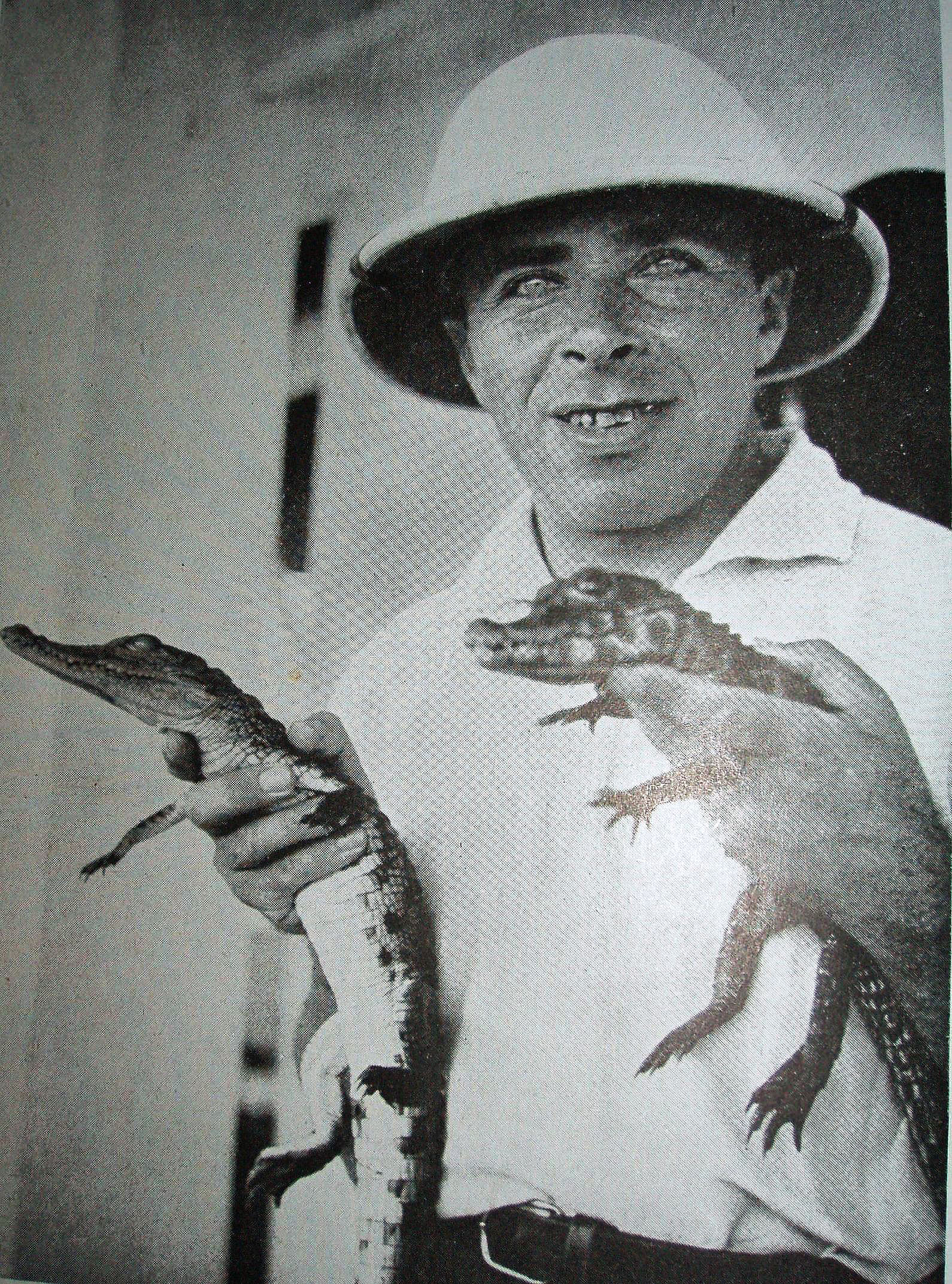
Foto z knihy Pouští a pralesem (1945)
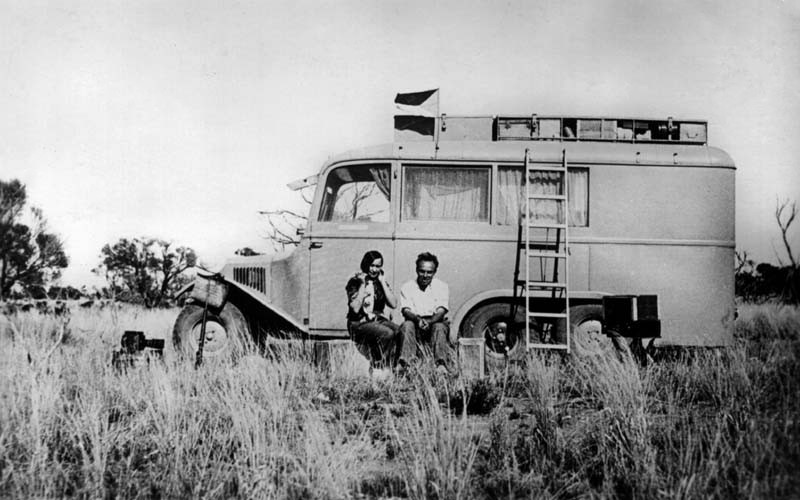
S manželkou Růženou před svou expediční Tatrou 72
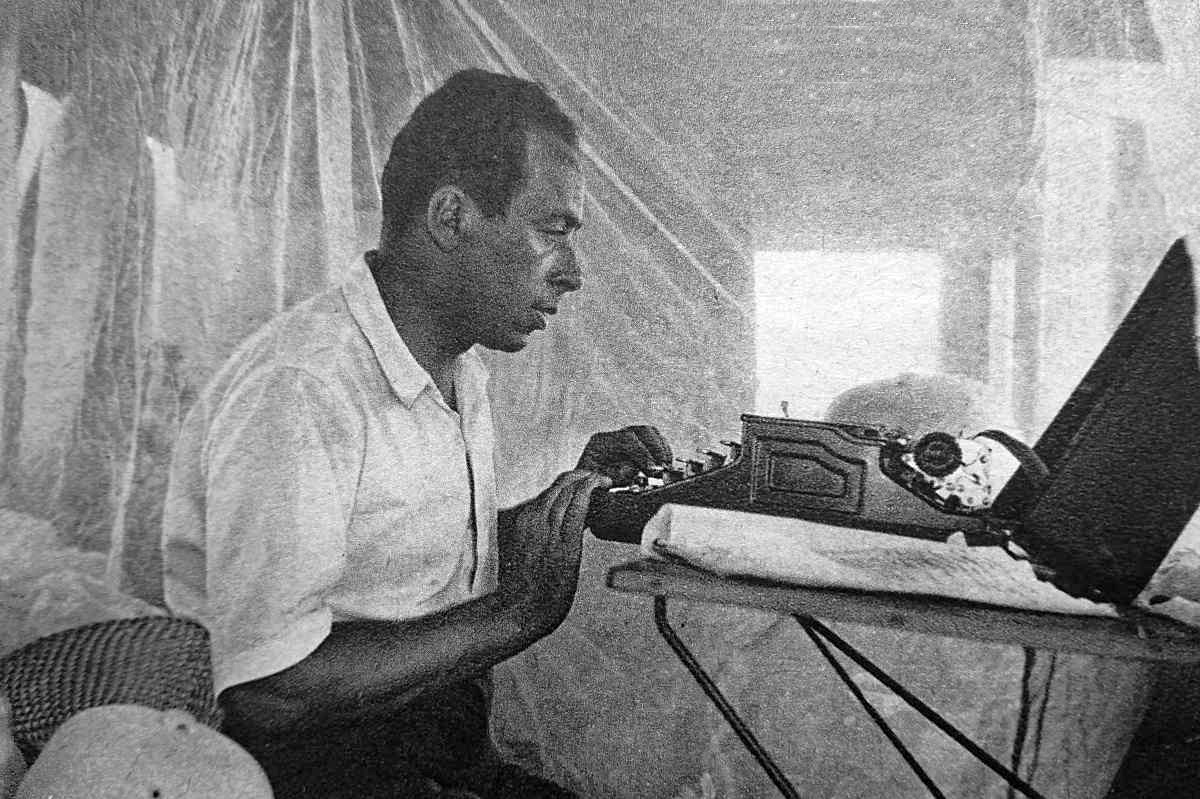
Při pořizování dokumentace na cestách

### Národní odboj
V Africe Baumovy zastihla zpráva o zabrání českého pohraničí. Jistě chápali, že je to jen začátek, a museli se rozhodnout, jak pokračovat. Nedalo se pochybovat, že bude válka. Baum mohl zůstat v Africe, nebo odjet do Austrálie nebo do USA, kde měl mnoho přátel. Pro něj ale existovala jen jedna možnost – bojovat za svobodu. Uvažoval, jestli se orientovat na vstup do zahraniční armády, nebo se zapojit do domácího odboje. Baumovi se rozhodli pro druhou možnost, aby mohli být spolu.
Po návratu se velmi brzo zapojili do činnosti v odbojové skupině RU-DA a PVVZ, kde pracovala i Baumova sestra Anna Pollertová. Opisovali letáky na psacím stroji, ukrývali pronásledované u sebe i v dalších bytech, Jiří Baum dělal pro ilegální skupinu nejrůznější fotografické práce. Když byla jejich odbojová skupina rozbita, nikdo Jiřího Bauma neprozradil. Přesto byl o něco později pro svůj židovský původ v r. 1943 zatčen a asi o rok později v koncentračním táboře ve Varšavě zemřel. (Podle vyjádření syna byl vězněn v Osvětimi, zemřel ve Varšavě, kam se přihlásil jako člen pracovního komanda pro likvidaci trosek, příčinou smrti byla údajně otrava krve.)

## Kámen zmizelých

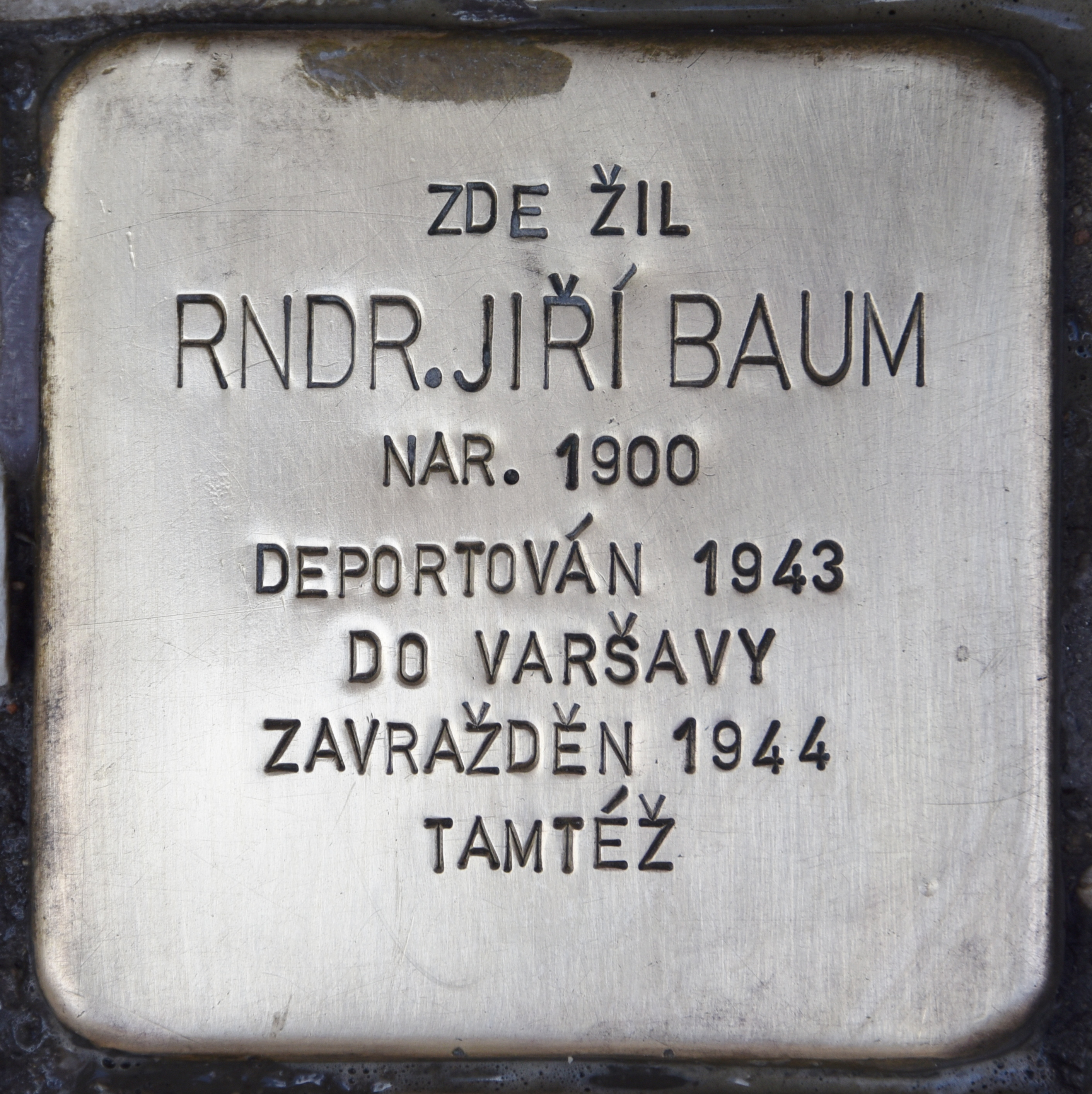
Kámen zmizelých – Jiři Baum

Takzvaný Stolperstein (kámen zmizelých) připomíná na pražském Žižkově, před domem v Přemyslovské ulici 1939/28, osud Jiřího Bauma.

## Dílo
- Seznam děl v Souborném katalogu ČR, jejichž autorem nebo tématem je Jiří Baum

Sbírky, které J.Baum přivezl, jsou nyní v Národním muzeu a na Karlově univerzitě. Řada knih, které napsal, vyšla jak ve třicátých letech tak po válce, některé v několika vydáních. Rozsáhlý archiv fotografií je v současné době v Archivu Národního muzea a jeho digitální kopie je částečně k dispozici na internetu .

### Cestopisy
- Toulky po USA
- V tropech u Guinejského zálivu – společně s A. Pilátem
- Na březích Indického oceánu
- Africkou divočinou
- Okolo zeměkoule autem a lodí

### Knihy pro mládež (fikce)
- K neznámým břehům Brazilie
- Abdalova dobrodružná cesta
- Dobrodružná cesta malého černocha
- V zemi slonů a lvů

### Zoologické publikace
- Stepí a pralesem
- V říši pavouků
- Jak poznám naše zvířata – společně s Otakarem Štěpánkem
- Zoologická technika – společně s Otakarem Štěpánkem, Otto Jírovcem a Waltrem Černým
- Ptactvo velké Prahy

### Dále vyšlo
- Pa Belalang (překlad malajské pohádky)
- Havaj včera a dnes
- Na daleké cesty
- Holub a Mašukulumbové Dostupné online

J. Baum rovněž napsal velké množství zeměpisných a zoologických článků, které vycházely v časopisech Naší přírodou, Vesmír a jinde.

## Galerie

Členové rodiny
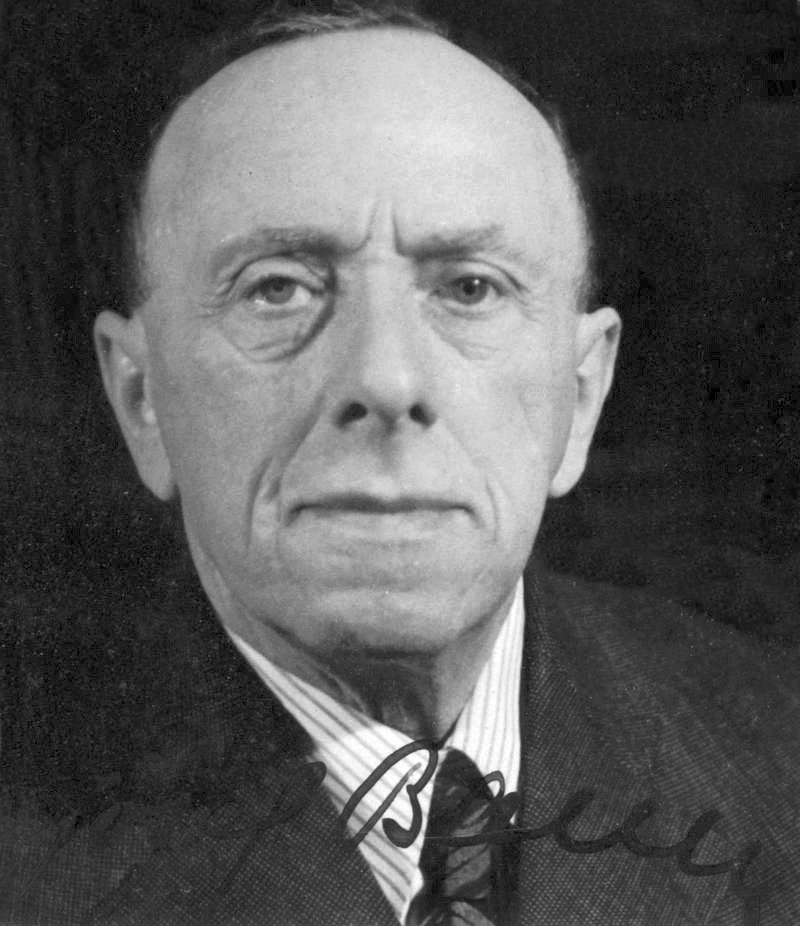
Otec: Josef Baum
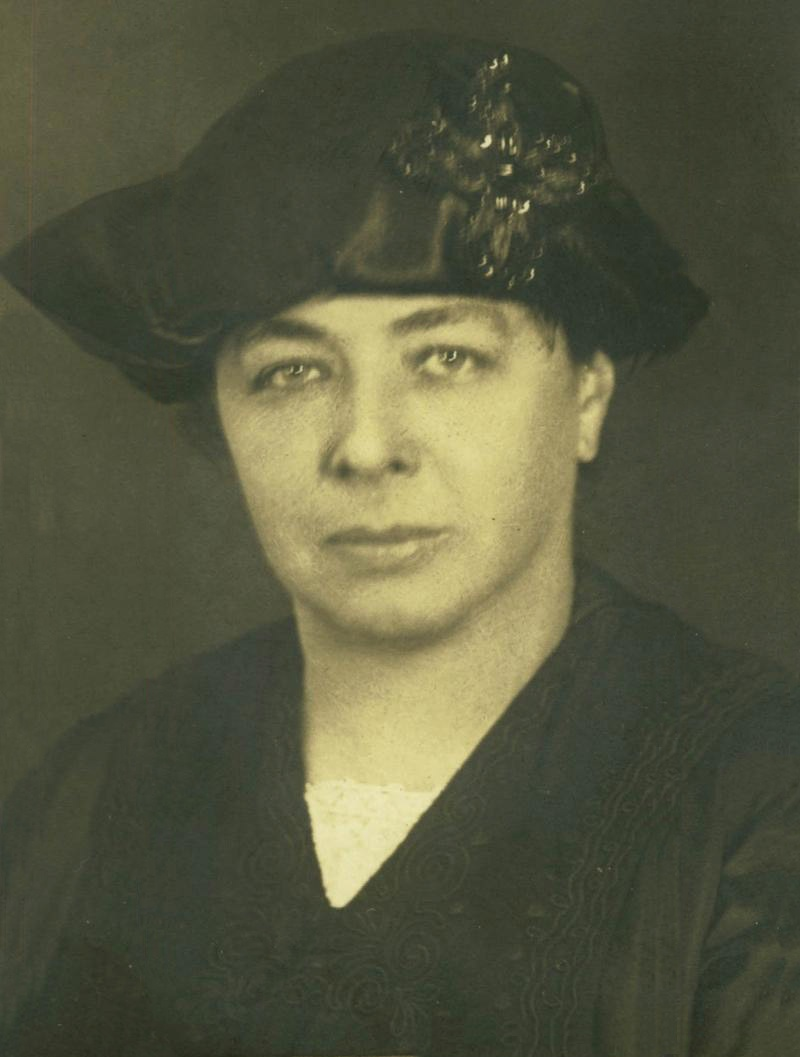
Matka: Františka Baumová (rozená Fischlová)
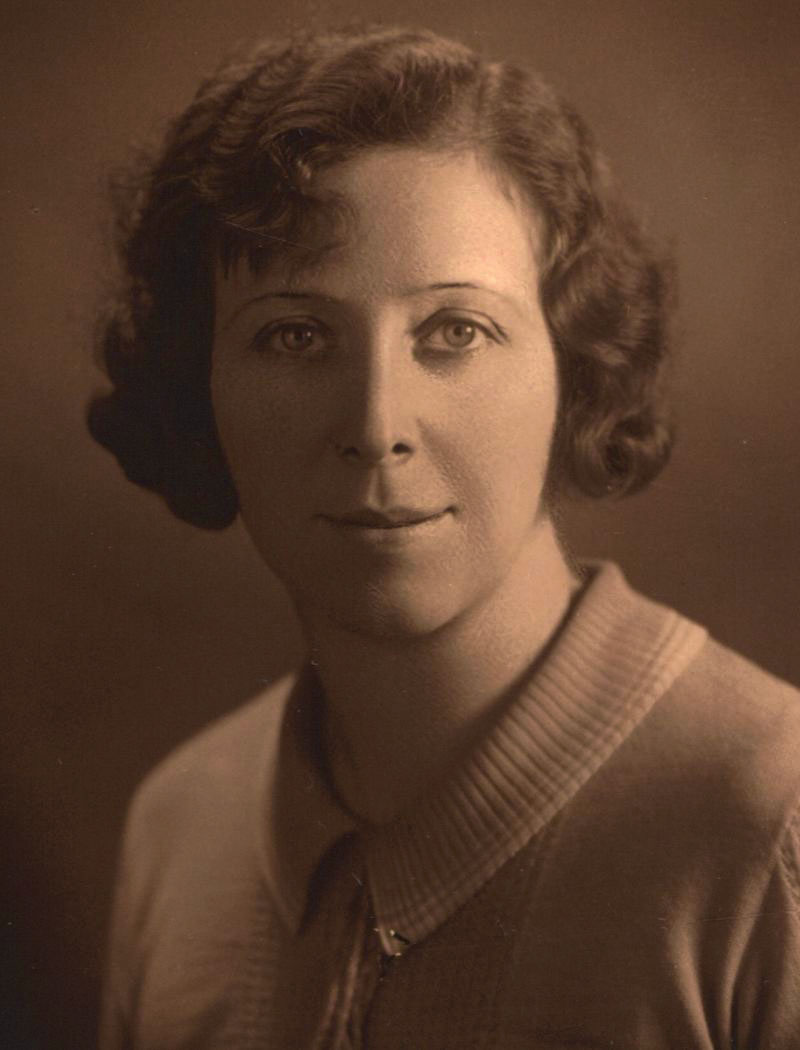
Sestra: Anna Pollertová (rozená Baumová)
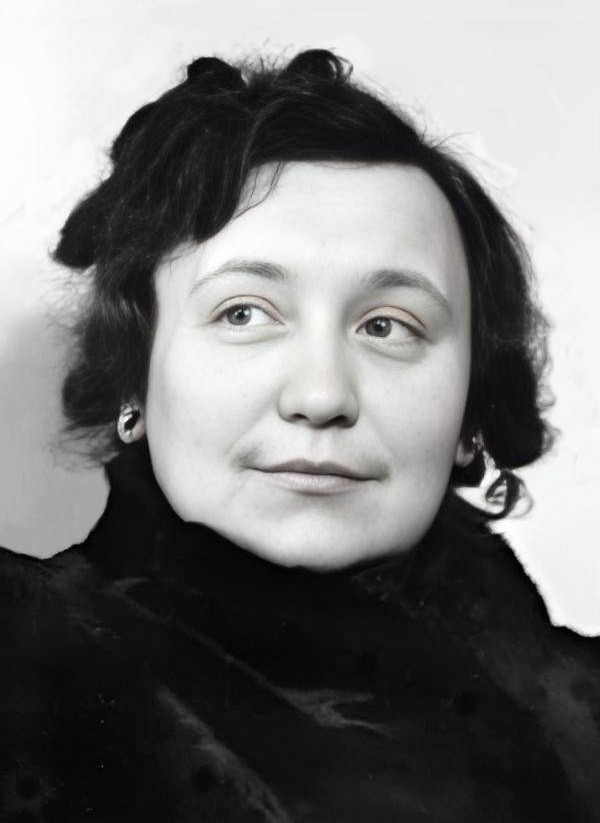
Manželka: Růžena Fikejzlová-Baumová
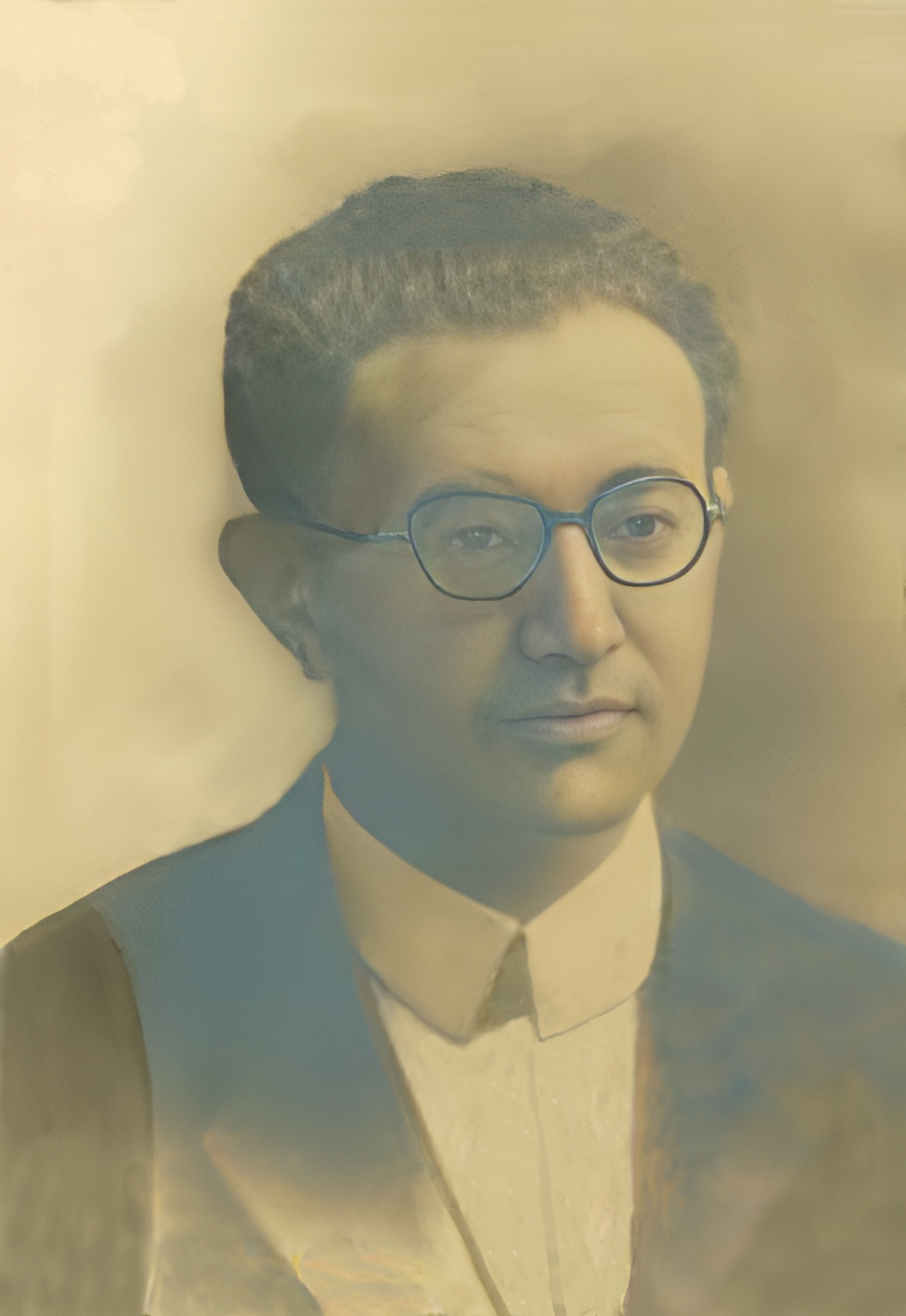
Švagr: Rudolf Pollert